# Will Conroy
William James Conroy, detto Will (Portland, 8 dicembre 1982), è un ex cestista e allenatore di pallacanestro statunitense.

## Carriera
Ha frequentato la Garfield High School di Seattle, e l'Università dello Washington. Ha iniziato la stagione 2006-2007 con gli Charlotte Bobcats, anche se è stato tagliato prima dell'inizio della stagione regolare.
In seguito ha giocato per due stagioni nella NBDL con i Tulsa 66ers, e, per sole 7 partite, nella NBA.
Nella stagione 2007-08 ha giocato in Italia, nella Virtus Bologna e nell'Olimpia Milano con scarsi risultati, prima di tornare nella NBDL, dove è rimasto fino a fine stagione, con la maglia degli Albuquerque Thunderbirds.
Conroy è il leader della classifica di tutti i tempi degli assist della squadra del suo college, i Washington Huskies, con 515.

## Palmarès
- Campione NBDL (2010)
- All-NBDL First Team (2009)
- All-NBDL Second Team (2007, 2010)
- Miglior marcatore NBDL (2009)
- Miglior passatore NBDL (2007)